# Хімік (стадіон, Калуш)
«Хімік» — стадіон у Калуші, домашній для однойменного місцевого клубу, знаходиться на балансі Калуського міського центру фізичного здоров'я населення "Спорт для всіх". Бігова доріжка 400 м

## Історія
1947 року було засновано футбольний клуб «Хімік» (сучасний «Калуш») і місцева влада ухвалила рішення побудувати новий стадіон. 1951 року його було відкрито. Спочатку тут були лише дерев'яні трибуни, в середині 1970-х років поставили бетонні перекриття з дерев'яними лавочками. Директором стадіону протягом 40 років був Іван Кушлик.
При вході до стадіону було встановлено пам'ятники футболісту (на честь перемоги калушан в чемпіонатах області 1947 та 1955-60 років) та легкоатлетки-дискоболки (з нагоди успішного виступу калуських легкоатлетів у обласних і республіканських чемпіонатах). В кінці 1980-х ці споруди демонтували.
1986 року на матчі «Хімік» (Калуш) — «Сільмаш» (Коломия) вперше запрацювало електронне табло, а сам матч відбувався у вечірній час при штучному освітленні. Сучасне електронне табло було встановлено після 1995 року. На початку 2000-их на центральній трибуні було встановлено пластикові сидіння.
В 1966-1975 роках паралельно з «Хіміком» свої домашні матчі на цьому стадіоні проводив калуський «Будівельник», а у 1971 і 1972 році — дублери івано-франківського «Спартака» приймали на ньому своїх суперників у змаганнях першої ліги чемпіонату СРСР.